# Борівецька сільська рада
Боріве́цька сільська́ ра́да — адміністративно-територіальна одиниця та орган місцевого самоврядування в Кіцманському районі Чернівецької області. Адміністративний центр — село Борівці.

## Загальні відомості
- Населення ради: 1 601 особа (станом на 2001 рік)

## Населені пункти
Сільській раді були підпорядковані населені пункти:
- с. Борівці

## Склад ради
Рада складалася з 16 депутатів та голови.
- Голова ради: Гордей Олександр Ананійович
- Секретар ради: Іричук Людмила Василівна

### Керівний склад попередніх скликань
| Прізвище, ім'я, по батькові | Основні відомості                                                                     | Дата обрання | Дата звільнення |
| --------------------------- | ------------------------------------------------------------------------------------- | ------------ | --------------- |
| Савчук Олександр Дмитрович  | Сільський голова, 1955 року народження, член Всеукраїнського об'єднання «Батьківщина» | 26.03.2006   | 31.10.2010      |
| Гордей Олександр Ананійович | Сільський голова, 1960 року народження, освіта вища, безпартійний                     | 31.10.2010   |                 |

Примітка: таблиця складена за даними сайту Верховної Ради України

### Депутати
За результатами місцевих виборів 2010 року депутатами ради стали:

#### За суб'єктами висування
| Суб'єкт висування | Кількість обраних депутатів | %   |
| ----------------- | --------------------------- | --- |
| Самовисування     | 16                          | 100 |

#### За округами
| № округу | Прізвище, ім'я, по батькові        | Дата визнання обраним | Освіта  | Партійна приналежність                        | Відомості про обраного депутата                                                |
| -------- | ---------------------------------- | --------------------- | ------- | --------------------------------------------- | ------------------------------------------------------------------------------ |
| 1        | Присяжнюк Ольга Василівна          | 02.11.2010            | середня | член Всеукраїнського об'єднання «Батьківщина» | Борівецьке відділення зв'язку, начальник                                       |
| 2        | Фарус Тодор Степанович             | 02.11.2010            | вища    | член Партії регіонів                          | ФГ «Фарус», голова                                                             |
| 3        | Липка Василь Степанович            | 02.11.2010            | середня | позапартійний                                 | ТОВ «Корун», тракторист                                                        |
| 4        | Стрельбіцький Микола Володимирович | 02.11.2010            | середня | позапартійний                                 | Коломийське депо, оглядач                                                      |
| 5        | Скорейко Людмила Олександрівна     | 02.11.2010            | вища    | позапартійна                                  | Борівецький загальноосвітній навчальний заклад, вчитель                        |
| 6        | Федоряк Ганна Василівна            | 02.11.2010            | середня | член Всеукраїнського об'єднання «Батьківщина» | Борівецька сільська рада, соціальний працівник                                 |
| 7        | Микитюк Любов Георгіївна           | 02.11.2010            | середня | позапартійна                                  | Борівецька сільська рада, головний бухгалтер                                   |
| 8        | Кузик Марія Миколаївна             | 02.11.2010            | вища    | член Всеукраїнського об'єднання «Батьківщина» | Борівецька сільська рада, секретар ради                                        |
| 9        | Солоненко Ярослава Георгіївна      | 02.11.2010            | середня | член Всеукраїнського об'єднання «Батьківщина» | Борівецька лікарська амбулаторія, медсестра                                    |
| 10       | Біляр Самійло Миколайович          | 02.11.2010            | вища    | позапартійний                                 | Фастівська швидка допомога, сантехнік                                          |
| 11       | Гунчак Іван Михайлович             | 02.11.2010            | вища    | позапартійний                                 | дослідне господарство Придністровської дослідної станції садівництва, директор |
| 12       | Фесик Юрій Дмитрович               | 02.11.2010            | середня | позапартійний                                 | приватний підприємець                                                          |
| 13       | Іричук Людмила Василівна           | 02.11.2010            | середня | член Всеукраїнського об'єднання «Батьківщина» | Борівецька сільська рада, спеціаліст-землевпорядник                            |
| 14       | Василинчук Марія Василівна         | 02.11.2010            | середня | член Всеукраїнського об'єднання «Батьківщина» | Борівецька лікарська амбулаторія, акушерка                                     |
| 15       | Скорейко Микола Михайлович         | 02.11.2010            | вища    | позапартійний                                 | Чернівецьке обласне бюро судово-медичної експертизи, лікар                     |
| 16       | Вишньовський Юрій Георгійович      | 02.11.2010            | середня | позапартійний                                 | тимчасово не працює                                                            |